# Енергетична стратегія ЄС
Енергетична стратегія Європейського Союзу — стратегія, розроблена Європейською Комісією, щодо основних напрямів розвитку енергетики Країн-Членів.

## Загальний опис
Девізом енергетичної стратегії Європейського Союзу є: Безпечна, конкурентна та стала енергія.
Цілі енергетичної стратегії ЄС:
- Ми бажаємо безпечних поставок енергоресурсів у будь-який час у будь-якому місці;
- Ми бажаємо бути певними, що усі постачальники енергоресурсів працюють у конкурентному середовищі, що гарантує доступність цін для домогосподарств, бізнесу, індустріальних виробників;
- Ми бажаємо сталого споживання енергоресурсів у поєднанні зі зниженням обсягів викидів парникових газів, забруднюючих речовин та зменшенням використання викопних ресурсів.

Зазначені цілі допоможуть ЄС впоратися зі своїми найбільш амбітними викликами. Окрім цього, наша залежність від імпорту енергоресурсів є особливо гнітючою, особливо враховуючи той факт, що ЄС імпортує більше половини енергоносіїв вартістю понад €350 млрд на рік. Інший важливий виклик включає в себе зростаючий світовий попит та обмеженість паливних ресурсів таких, як нафта, що призводить до вищих цін. Врешті, продовження використання викопних ресурсів спричиняє глобальне потепління.
Основні питання енергетичної політики включають:
- Європейський Енергетичний Союз, що стане запевненням безпечної, доступної та привітної до довкілля енергії для громадян ЄС та бізнесу дозволяючи вільний рух енергоресурсів через національні кордони всередині ЄС приносячи нові технології та оновлену інфраструктуру задля зменшення витрат домогосподарств, створення робочих місць та прискорення економічного зростання;
- Стратегія Енергетичної Безпеки Європейського Союзу, що представляє собою ряд коротко та довгострокових заходів щодо підтримки безпеки постачання ЄС;
- Створення Ємного та об'єднаного енергетичного ринку всередині ЄС — Внутрішній Енергетичний Ринок. На додачу, прокладання нових газопроводів та силових ліній задля розвитку внутрішньоєвропейської газової та електроенергетичної мережі. Прийняття єдиних правил гри задля підвищення конкуренції між постачальниками та задля покращення споживчого різноманіття;
- Стимулювання власного виробництва енергії, включаючи розвиток відновнювальних джерел енергії;
- Стимулювання зростання енергоефективності;
- Загострення уваги на Безпеці всередині Європейського енергетичного сектору у поєднанні з регуляторним тиском, таким як регламентація зберігання атомних відходів та контроль діяльності морських нафто- та газодобувних платформ.

Для впровадження вищевказаних цілей у загальнозрозумілій довгостроковій стратегії, ЄС сформулював цілі для 2020-го, 2030-го та 2050-го рр.

## Енергетична Стратегія 2020
Енергетична Стратегія 2020 визначає пріоритети політики ЄС у період з 2010 по 2020, що має на меті:
- Зменшення викидів парникових газів щонайменше на 20 %;
- Збільшення долі відновлювальної енергетики у портфелі споживання ЄС щонайменше до 20 %;
- Підвищення енергоефективності щонайменше на 20 %.

## Енергетична стратегія 2030
До 2030 країни ЄС мають досягнути наступних цілей:
- Обов'язкова ціль щонайменше 40 % скорочення викидів парникових газів у порівнянні з 1990 роком;
- Обов'язкова ціль збільшити долю відновнювальної енергетики у структурі споживання до 27 %;
- Збільшення енергетичної ефективності на 27 % щонайменше (можливий перегляд цілі у 2020 році і збільшення цільового показника до 30 %);
- Завершення створення спільного енергоринку, встановивши 15 % цільовий орієнтир для інтерконектингу між країнами ЄС до 2030 року;
- Просування важливих інфраструктурних проектів.

ЄС також має ціль досягти 80 %-95 % зменшення викидів парникових газів у порівнянні з 1990 роком до 2050. Для цього було розроблено Енергетичну дорожню карту.